# Неистовство свободы
«Неистовство свободы» (англ. Freedom's Fury) — документальный фильм 2006 года американского режиссёра Колина К. Грэя. Премьера состоялась 7 сентября 2006 года в Венгрии. В России фильм показан не был. Также фильм был показан на международном кинофестивале в Варшаве 12 октября 2007 года и кинофестивале в Висконсине (США) 5 апреля 2008 года.

## Сюжет
Венгрия 1956 года была неспокойна; нации Восточного блока под руководством Советского Союза установили контроль над Венгрией, после того как эта страна несколько лет была союзницей нацистской Германии. В Венгрии начался антисоветский мятеж, но все закончилось в течение двух недель, после того, как советские войска вошли в Венгрию и подавили восстание. В том же году, когда ещё не прошла в головах людей память о вторжении советских войск, Советы и Венгрия встретились в другом сражении — в важнейшем матче турнира по водному поло на Олимпийских играх в Мельбурне. Венгры были настроены не сломаться под натиском советской команды, игра была агрессивной и запомнилась как одна из самых бескомпромиссных и красивых игр в истории водного поло на Олимпийских играх.
Режиссёр Колин Грей воспроизводит в этом фильме события 1956 года — судьбоносного года для истории Венгрии. Повествование ведет легендарный американский пловец Марк Спитц. Люси Лью и Квентин Тарантино являются исполнительными продюсерами.

## Съёмочная группа
- Меган Рейни Аронс — режиссёр / сценарист / оператор
- Килин Кейт Грей — режиссёр / сценарист / оператор
- Кристин Лейси — продюсер
- Лэс Халл — композитор
- Майкл Роджерс — режиссёр монтажа
- Тор Хальвоссен — сопродюсер
- Люси Лью — исполнительный продюсер
- Эми Соммер — исполнительный продюсер
- Эндрю Вайна — исполнительный продюсер
- Квентин Тарантино — исполнительный продюсер

## Критика
- «Картина далека от чисто спортивного документального фильма. Это уже спортивная драма, которая также затрагивает и политические вопросы» — Джейсон Фергюсон («Orlando Weekly»)[1].
- «Спорт и политику за железным занавесом пересматривают в захватывающем, хотя и традиционном, документальном фильме „Неистовство свободы“, который вспоминает давление, оказывавшееся русскими на изголодавшихся по свободе венгров в матче по водному поло на Олимпийских играх 1956 года» — Расселл Эдвардс («Variety»)[2].
- «Квентин Тарантино предоставил своё имя немалому числу проектов, но полнометражный документальный фильм о венгерском водном поло должен стать одной из наиболее необычных записей в его фильмографии» — Майкл Брук («Kinoblog»)[3].
- «Я не могу говорить за зрителей, которые пережили те времена, но как тот, кто узнаёт об описываемых в фильме событиях впервые, я счёл документальный фильм очень захватывающим и вижу его среди лучших документальных фильмов, которые были показаны на недавнем кинофестивале Tribeca» — Чарли Принс («Cinema Strikes Back»)[4].
- «Этот документальный фильм будет представлять интерес, прежде всего, для интересующихся историей Олимпийский игр и Холодной войны. Это довольно простой фильм с визуальной точки зрения и мудрый с точки зрения рассказа» — Браннаван Гнаналнгам («The Lumière Reader»)[5].